# Джеты-Огузовский район (1930 — 1936)
Джеты-Огузовский район — единица административного деления Киргизской ССР, существовавшая в июле 1930 — декабре 1962 годов.

## История
Джеты-Огузовский район был образован 17 июля 1930 года. 21 ноября 1939 года вошёл в состав Иссык-Кульской области. 27 января 1959 года переведён в республиканское подчинение. 30 декабря 1962 года район был упразднён, а его территория включена в Иссык-Кульский район.

## Население
| Национальный состав | Численность |
| ------------------- | ----------- |
| Всего               | 37 971      |
| Киргизы             | 24 427      |
| Русские             | 9 171       |
| Украинцы            | 2 910       |
| Татары              | 531         |
| Узбеки              | 443         |
| Уйгуры              | 120         |
| Казахи              | 98          |
| Калмыки             | 94          |
| Немцы               | 11          |
| Таджики             | 1           |

## Примечание
1. ↑  Изменения в АТД Кыргызстана
2. ↑  Демоскоп Weekly - Приложение. Всесоюзная перепись населения 1939 года. www.demoscope.ru. Дата обращения: 21 сентября 2023.